# Enn Roos
Pour les articles homonymes, voir Roos.
Enn Roos (né le 20 septembre 1908 et décédé à Tallinn le 15 juillet 1990) était un sculpteur estonien.